# Steve Devonas

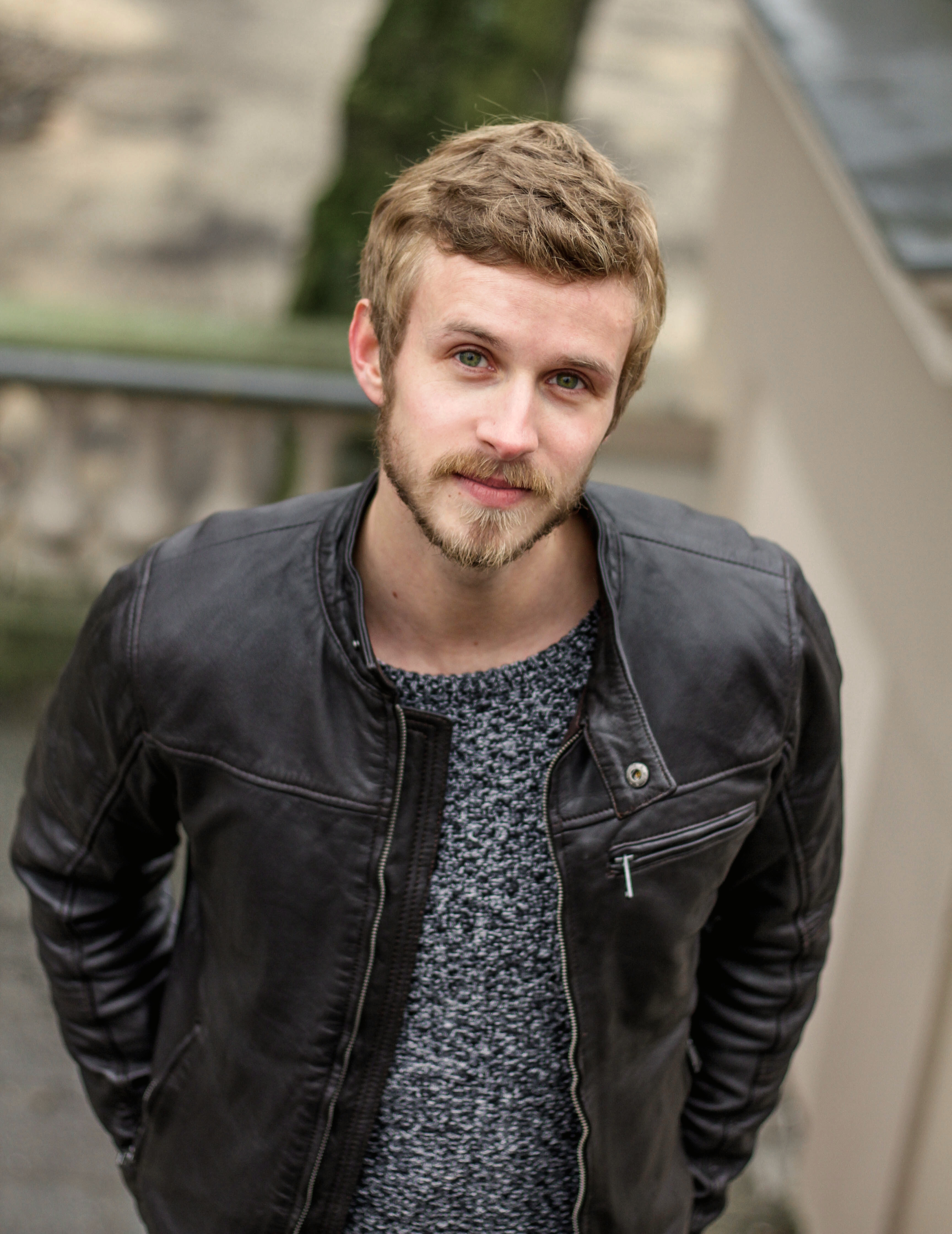
Steve Devonas (2016)

Steve Devonas (* 12. Juni 1989) ist ein Schweizer Filmschauspieler.

## Leben
Seit seinem 17. Lebensjahr lässt sich Steve Devonas künstlerisch ausbilden. Zunächst besuchte er während eines Jahres Kurse am Musikseminar Husar, danach absolvierte er die dreijährige Ausbildung zum Schauspieler an der European Film Actor School in Zürich.
Während des Studiums stand Devonas regelmässig in kleineren Rollen vor der Kamera, so war er in einer Gastrolle in der SF-Serie Tag und Nacht zu sehen und spielte in verschiedenen Kurzfilmen mit. Devonas hatte auch eine Rolle in der Produktion Sommerwette, die bei den 33. Jugendfilmtagen in Winterthur den Publikumspreis gewann.
Seit dem 30. August 2010 ist Devonas in der Jugendserie Best Friends des Kinderprogramms Zambo als Beni Keller im Schweizer Fernsehen zu sehen. Die zweite Staffel der Serie wurde erstmals ab dem 25. April 2011 ausgestrahlt. Best Friends wird von B&B Endemol Shine produziert.
Im August 2012 stand Devonas im neuen Luke-Gasser-Film Anuk – die dunkle Flut neben Gilles Tschudi und Doro Pesch vor der Kamera. Im Kinofilm 20 Regeln für Sylvie, der 2014 in die Schweizer Kinos kam, verkörpert Devonas den Junkie Siril.
Devonas lebt in Berlin. In einem im Februar 2021 im SZ-Magazin veröffentlichten Interview outete sich Devonas  gemeinsam mit 185 lesbischen, schwulen, bisexuellen, queeren, nicht-binären und trans* Schauspielern. Gemeinsam mit Eva Meckbach und Karin Hanczewski initiierte er die Initiative #actout, um in der Gesellschaft mehr Akzeptanz zu gewinnen und um in seiner Branche mehr Anerkennung in Film, Fernsehen und auf der Bühne zu fordern.

## Filmografie (Auswahl)
- 2008: Sommerwette (Kurzfilm)
- 2008: Tag und Nacht
- 2009: Imagina (Kurzfilm)
- 2010–2012: Best Friends (Fernsehserie)
- 2010: Boys Are Us / Kinofilm / Regie: Peter Luisi
- 2012: Der Bestatter / Regie: Markus Fischer
- 2013: Anuk – Die dunkle Flut / Kinofilm / Regie: Luke Gasser
- 2014: 20 Regeln für Sylvie / Kinofilm / Regie: Giacun Caduff
- 2018: Alles auf eine Karte (Serienpilot, SAT.1)
- 2019: Gute Zeiten, schlechte Zeiten (Fernsehserie, 2 Folgen)
- 2020: How to Win Cannes in 5 Easy Steps
- 2021: Sabotage